# Bibowsee
Der Bibowsee ist ein See auf dem Gemeindegebiet von Bibow in Mecklenburg-Vorpommern innerhalb der Sternberger Seenlandschaft.
Der See entstand in der Pommerschen Staffel der Weichseleiszeit zwischen Sander der Haupteisrandlage und Grundmoräne des maximalen Eisvorstoßes.
Der namensgebende Ort Bibow liegt am südlichen Ufer des Sees. Am Nordufer führt die Landesstraße 31 von Ventschow nach Warin. Dort liegen die Bibower Ortsteile Hasenwinkel und Nisbill. Zwischen diesen Orten gibt es eine Badestelle, die mit einem kleinen Badesteg zum Angeln geeignet ist. Ebenfalls am nördlichen Ufer befindet sich die Rehaklinik mit Pflegeheim Haus am Bibowsee und unweit des Ufers das Herrenhaus Hasenwinkel. Südlich des Sees verläuft die Bahnstrecke Bad Kleinen–Rostock.
Der nährstoffreiche Flachsee hat bei einer Ausdehnung von etwa 1750 Metern in Ost-West-Richtung eine Breite von maximal 640 Metern und eine Fläche von 79 Hektar. Die Wasserfläche liegt 20,1 m ü. NHN. Die tiefste Stelle des Sees liegt im westlichen Teil und misst 8,3 Meter. Vor allem am nordöstlichen Ufer befinden sich ausgeprägte Flachwasserzonen. Zulauf erhält der See von Norden durch einige Gräben und Bäche, ein Ablauf erfolgt im Süden nahe Bibow über einen Graben in den Mühlenbach weiter in den Neuhofer See. Der Bibowsee wird von einem Fischerei- und Verarbeitungsbetrieb aus Dabel bewirtschaftet. Das Angeln ist möglich.
Der Bibowsee ist von einem Schilfgürtel umgeben, das Ufer teilweise mit Wald bewachsen. Das Schilf bietet unter anderem der vom Aussterben bedrohten Großen Rohrdommel (Botaurus stellaris) Rückzugsmöglichkeiten, die hier stabile Bestände aufweist.